# Phalops divisus
Phalops divisus là một loài bọ cánh cứng trong họ Bọ hung (Scarabaeidae).